# Roberto Ayala (Sänger)
Roberto Ayala (Agustín Félix Gutiérrez; * 24. April 1943 in Buenos Aires) ist ein argentinischer Tangosänger.

## Leben
Ayala debütierte 1962 in Augusto Bonardos Sendung La campana de cristal beim Fernsehsender canal 7. In der Folgezeit trat er in Buenos Aires mit Musikern wie Floreal Ruiz, Héctor Mauré, Jorge Durán, Alberto Morán, Jorge Valdez und Chola Luna auf. 1964 engagierte ihn Leopoldo Federico für sein Orchester als Nachfolger des verstorbenen Sängers Julio Sosa. Mit diesem Orchester, mit dem er bis 1968 auftrat, entstanden seine ersten Aufnahmen: Cuando me entrés a fallar, Cuatro novios und Desconocidos.
Mit einem Auftritt in der Sendung Sábados circulares beim Sender canal 13 begann Ayalas Laufbahn als Solist. Er trat in Buenos Aires u. a. im Caño 14, Michelangelo, Patio de Tango und La Querencia auf und unternahm Tourneen durch Argentinien, Kolumbien, Peru und Japan. Begleitet wurde er unter anderem von den Orchestern Atilio Stampones, Walter Ríos’ und Alberto Di Paulos und dem Sexteto Tango. Mehr als 20 Jahre war er Mitarbeiter der Sendung Grandes valores del tango bei canal 9. Einen Auftritt hatte er auch in Leonardo Favios Film Gatica, el Mono. 1997 nahm er mit Alberto Di Paulo die CD Nostalgias auf.